# Gbahali

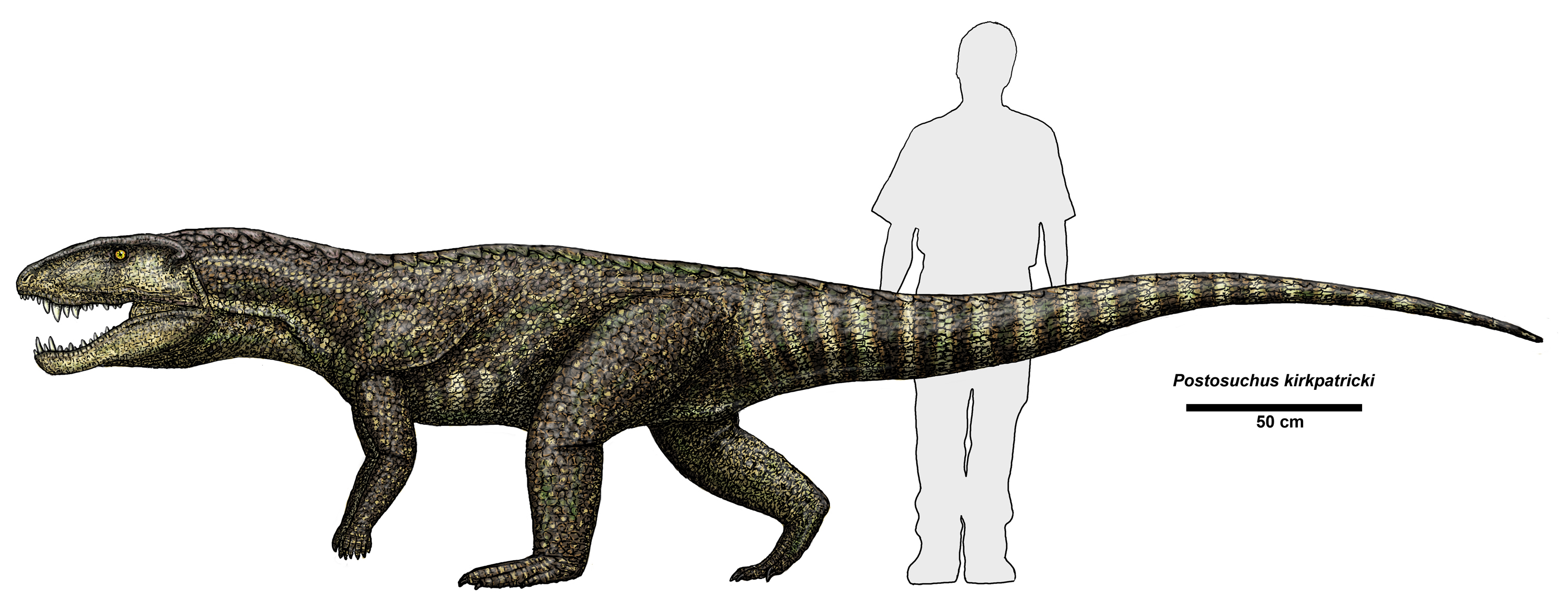
柯氏波斯特鳄（Postosuchus kirkpatricki）的复原图，最新研究表明波斯特鳄属是以双足行走的。

Gbahali（吉巴哈利）是一种出没于利比里亚的神秘动物，据说这是一种类似波斯特鳄的肉食性动物，长20-30英尺（6-9.1米），通常出没于非常偏僻的河流附近。

## 历史
2007年12月19日，在利比里亚工作的神秘动物学爱好者约翰 - 马克·谢泼德（John-Mark Shephard）将记录的Gbahali资料发送给神秘动物学家洛伦·科尔曼，其中与Gbahali有关的重要资料大致如下：
Gbahali与鳄鱼和巨蜥类似，背部带有装甲及与三排锯齿，尾部强壮，通过在河中伏击动物捕猎。在森林深处的一个偏于村庄中，当地人表示很久以前他们曾经猎杀Gbahali并于市场出售，并且在村庄中还保留有头骨，但由于战乱，这些骸骨已经不知所踪。目击者在看过波斯特鳄的复原图后表示与Gbahali很相似。2007年11月，利比里亚格莱玛（Gelema）村一名男性遭遇不明生物袭击身亡，联合国警察搜索了河流附近的区域，发现了他的头部与其它部位的残骸，据说Gbahali在受害者遇袭的河流有出没。
2017年，动物星球频道电视节目《Expedition Mungo》宣布即将上映对利比里亚“活恐龙”Gbahali的调查。由于波斯特鳄属只分布北美洲，并且早已在三叠纪晚期灭绝，因此一些研究者认为Gbahali可能是某种未被记录的鳄鱼新种或幸存的古鳄。